# Bryan Kolodziejczyk
Bryan Kolodziejczyk (* 16. April 1991 in Lüttich) ist ein belgisch-kanadischer Eishockeyspieler, der seit 2019 erneut bei den Bulldogs de Liège in der belgisch-niederländischen BeNe League spielt.

## Karriere
Bryan Kolodziejczyk, als Sohn kanadischer Eltern in Belgien geboren, begann seine Eishockeykarriere bei den Buffalos de Liège in seiner Heimatstadt Lüttich, für die er 2005 als 14-Jähriger in der zweiten belgischen Liga debütierte. 2006 wechselte er zu den Ruijters Eaters Geleen, für deren zweite Mannschaft er zwei Jahre in der Ersten Division, der zweithöchsten Spielklasse der Niederlande, spielte. 2008 kehrte er in seine Geburtsstadt zurück und spielte dort für die Bulldogs de Liège in der belgischen Ehrendivision, in der er auch die beiden folgenden Jahre für den IHC Leuven, mit dem er 2010 den belgischen Meistertitel errang, und erneut die Lütticher Bulldoggen auf dem Eis stand. 2011 ging er über den Großen Teich in die Heimat seiner Eltern und spielte ein Jahr für die Lindsay Muskies in der Ontario Junior Hockey League. Anschließend kehrte er nach Geleen zurück, wo er für die Eaters zwei Jahre in der niederländischen Ehrendivision spielte. 2014 wechselte er zum Ligakonkurrenten HYC Herentals, der damals als einziger belgischer Klub in der niederländischen Topliga antrat. In der Spielzeit 2015/16 spielte in der neugegründeten belgisch-niederländischen BeNe League, die er mit seinem Klub auf Anhieb gewinnen konnte, womit auch der belgische Meistertitel verbunden war. Zudem gewann er mit HYC auch den belgischen Eishockeypokalwettbewerb. Nach diesen Erfolgen wechselte er in die zweitklassige französische Division 1, wo er von 2016 bis 2018 für Brest Albatros Hockey spielte. 2018 war er bester Torvorbereiter der Division 1. Im Sommerhalbjahr 2018 spielte er bei den Sydney Ice Dogs in der Australian Ice Hockey League. Anschließend kehrte er nach Frankreich zurück, wo er zunächst für den Hockey Club de Mulhouse in der Ligue Magnus spielte, aber bereits nach wenigen Spieltagen zum Zweitligisten Association des Sports de Glace de Tours wechselte. 2019 kehrte er zu den Bulldogs nach Lüttich in die BeNe League zurück, in der er in der Spielzeit 2019/20 bester Torvorbereiter war.

### International
Für Belgien nahm Kolodziejczyk im Juniorenbereich in der Division II an den U-18-Weltmeisterschaften 2007, 2008 und 2009 sowie den U-20-Weltmeisterschaften 2008, 2009, 2010 und 2011 teil.
Für die Herren-Nationalmannschaft spielte Kolodziejczyk bei den Weltmeisterschaften der Division II 2009, 2010, 2011, 2012, 2013, 2014, 2015, als er zum besten Spieler seiner Mannschaft gewählt wurde und bester Torvorbereiter und gemeinsam mit seinem Landsmann Mitch Morgan und dem Serben Marko Sretović auch Topscorer des Turniers war, 2016, 2017, 2018 und 2019, als er Topscorer und bester Vorbereiter des Turniers war. Dabei gelang 2012 der Aufstieg von der B- in die A-Gruppe der Division II.

## Erfolge und Auszeichnungen
- 2010 Belgischer Meister mit dem IHC Leuven
- 2012 Aufstieg in die Division II, Gruppe A, bei der Weltmeisterschaft der Division II, Gruppe B
- 2015 Topscorer und bester Torvorbereiter der Weltmeisterschaft der Division II, Gruppe A
- 2016 Gewinn der BeNe League, belgischer Meister und Pokalsieger mit HYC Herentals
- 2018 Bester Torvorbereiter der französischen Division 1
- 2019 Topscorer und bester Torvorbereiter der Weltmeisterschaft der Division II, Gruppe A
- 2020 Bester Torvorbereiter der BeNe League

## Statistik
(Stand: Ende der Spielzeit 2020/21)